# Halodiplosis rosaria
Halodiplosis rosaria är en tvåvingeart som först beskrevs av Boris Mamaev 1972.  Halodiplosis rosaria ingår i släktet Halodiplosis och familjen gallmyggor. Inga underarter finns listade i Catalogue of Life.